# Aso Rock

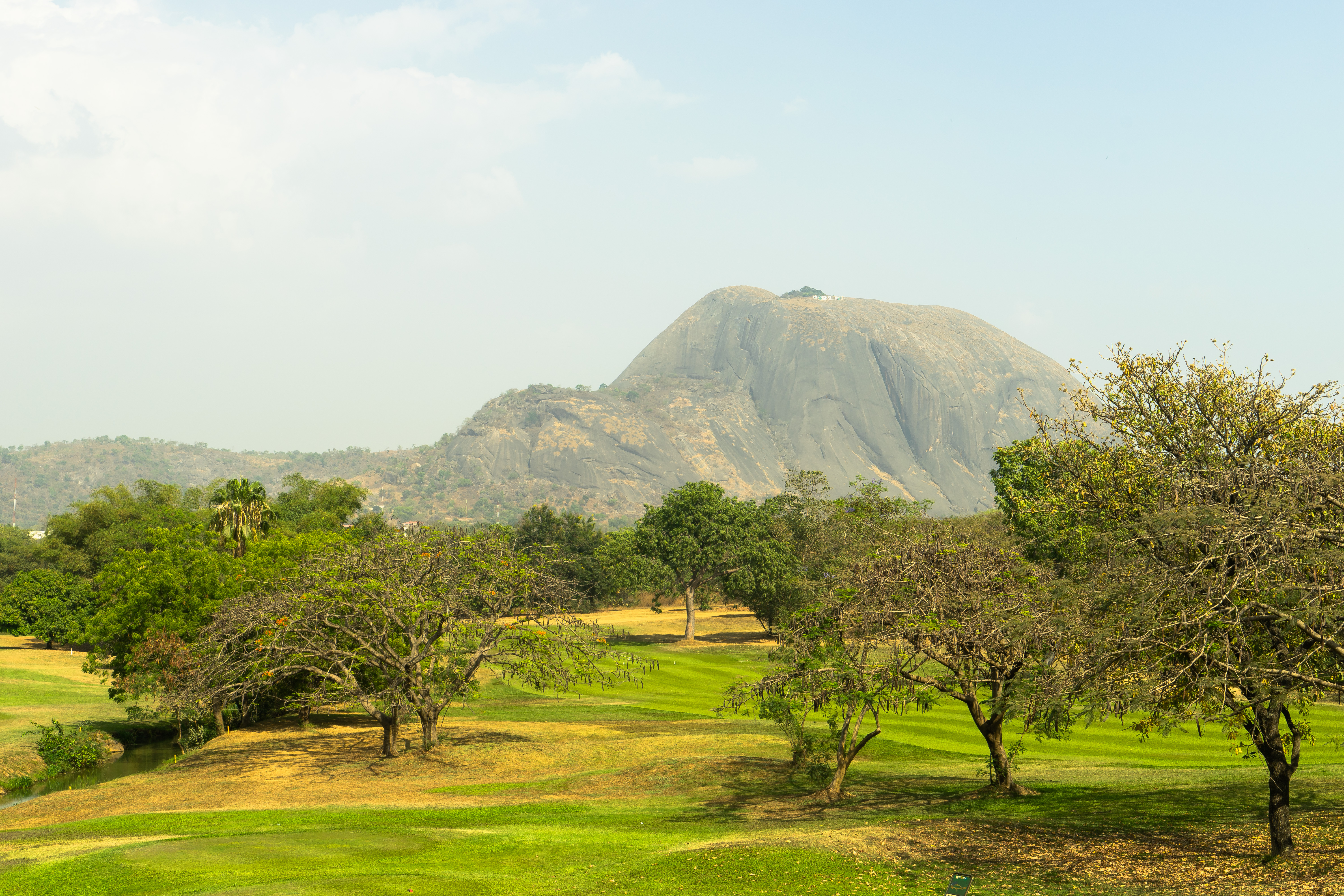
L'Aso Rock vista dal campo golf di Abuja.

L'Aso Rock è un imponente affioramento roccioso granitico situato alla periferia di Abuja, la capitale della Nigeria.

## Etimologia
La parola "aso" significa vittoria nella lingua degli Asokoro ("il popolo della vittoria"), il gruppo etnico nativo della regione. Pertanto Aso Rock è la "roccia della vittoria".

## Caratteristiche
Il monolito, che si eleva fino a 936 m sul livello del mare, con una prominenza di 400 m rispetto al terreno circostante, è uno dei più importanti elementi del paesaggio della capitale.
L'edificio della residenza presidenziale, l'Assemblea nazionale nigeriana e la Suprema Corte della Nigeria sono situate nelle sue vicinanze. La maggior parte della capitale Abuja si estende a sud del monolito.
L'Aso Rock è stata nel 2003 la sede della "Dichiarazione dell'Aso Rock", emanata dall'assemblea dei capi di governo durante il "Commonwealth Heads of Government Meeting 2003" tenutosi ad Abuja. Nella dichiarazione furono riaffermati i principi già espressi nella Dichiarazione di Harare, ma fu stabilito che la promozione della democrazia e lo sviluppo venivano considerate come priorità dell'organizzazione.